# Juniperus californica
Juniperus californica là một loài thực vật hạt trần trong họ Cupressaceae. Loài này được Carrière mô tả khoa học đầu tiên năm 1854.